# Graphium dorcus
Graphium dorcus är en fjärilsart som först beskrevs av De Haan 1840.  Graphium dorcus ingår i släktet Graphium och familjen riddarfjärilar. IUCN kategoriserar arten globalt som livskraftig. Inga underarter finns listade i Catalogue of Life.